# Josef Tichánek
Josef Tichánek (17. února 1873 Příbor – 17. ledna 1950 Příbor) byl český malíř a řezbář.

## Život
Josef Tichánek se narodil 17. února 1873 v Příboře. Jeho rodiči byli soukenický mistr Bartoloměj (narozený 24. srpna 1825 na č.p. 91 – dolní předměstí, bývalá ulice Komenského, pod tzv. Pivovarskou zahradou v Příboře) a matka Cecilie, rozená Holubová (17. listopadu 1831 – 8. března 1915).
Po absolvování základní školy v Příboře jej rodiče poslali do Ostravy, kde se vyučil dekoračním malířem pokojů. Od útlého mladí projevoval o malování nevšední zájem a brzy absolvoval i několik doškolovacích kursů pro zdokonalování techniky malování. V Příboře, kde měl domovské právo, měl i vlastní živnost. Přes letní období se většinou věnoval malování kostelů, chrámů i divadel. Mnohé jeho fresky se v těchto objektech dochovaly doposud. Se svými řemeslníky a učedníky pracoval také ve Vídni, v Salcburku, Brně, Frýdku, Místku, Ivančicích, Turzovce a na mnoha dalších místech. Pracoval jak v cizině, tak v blízkém i vzdálenějším okolí svého rodiště.
V příborském kostele je dodnes zachována freska Madony nad hlavní lodí. V zimě se věnoval malbám kulis pro divadelní ochotníky a malování obrazů, které většinou prodával a vylepšoval si tak svou finanční situaci. Hlavní jeho tematikou byly zátiší, krajiny – především z Kravařska, se zdejším lašským motivem. Vytvořil také širokou kolekci obrazů s náboženskou tematikou, četné Madony, Ježíše Krista a světců vůbec. Byl také malířem pokojů, písma a dekorační malby.
Zvláštním odvětvím jeho tvorby bylo vyřezávání a malování dřevěných betlémů. Mnohé z jeho betlémů dodnes vlastní některé rodiny z Příbora i blízkého okolí. Jeden z jeho největších betlémů se nachází ve sbírkách Valašského muzea v přírodě v Rožnově pod Radhoštěm. Je nazýván „Tichánkův betlém“
V malířské technice používal nejvíce olejových barev, ale pracoval i s akvarely. Své obrazy maloval na plátně, ale i na lepence či překližce. Ve svém okolí byl uznávaným a váženým malířem.
25. srpna 1896 se oženil s Rudolfinou Volnou, dcerou Maxmiliána Volného (pokrevního příbuzného známého topografa Moravy – příborského rodáka Gregora Wolného) a jeho manželky Kristiny, rozené Novákové. S ní měl čtyři děti. První dítě záhy zemřelo, vychoval dceru Marii a syny Františka a Aloise. Po celý život bydlel na ulici Štramberská na č.p. 507, v domě který byl na vnější omítce bohatě vyzdoben jím malovanou bohatou freskou (první dům vlevo před nádražím ČD v Příboře).
Zemřel ve věku 77 let 17. ledna 1950, pochován na novém příborském hřbitově.

## Seznam děl

### Kostelní výzdoba
- oltářní obraz sv. Mikuláše, kostel sv. Mikuláše, Albrechtičky[4]
- malba kostela ve Větřkovicích[5]
- Křížová cesta ve Větřkovicích[5]

### Fresky
- Štramberská obřadní síň[6]

### Obrazy
- Poutník[7]
- Štramberk[8]
- Příbor[8]
- obraz hory Kotouče s cementárnou v kanceláři náměstka štramberské cementárny[9]
- obraz starého Štramberka na ministerstvu financí v Praze[9]

## Výstavy
- výstava kolem roku 1907[6]
- Malíř Josef Tichánek v Katolickém domě, Galerie v podkroví, Kopřivnice, 9. září 2007—31. října 2007, kterou uspořádali jeho vnuci a obsahovala asi 30 děl[6]